# Walter Münnix
Walter Münnix (* 2. Januar 1935 in Duisburg; † 27. April 2000) war ein deutscher Fußballspieler, der für den Duisburger Spielverein 52 Begegnungen in der Oberliga West absolvierte und an der deutschen Meisterschaftsendrunde 1957 teilnahm.

## Karriere
Der 1935 geborene Stürmer spielte als Jugendlicher für den Homberger SV, von wo aus er im Sommer 1955 nach dem Gewinn der Meisterschaft in der Landesliga Niederrhein, Gruppe 2, zum Duisburger Spielverein wechselte. Der DSV zählte damals zu den 16 Mannschaften der Oberliga West, welche vor Einführung der Bundesliga die höchste Stufe des Ligensystems darstellte. Münnix war 20 Jahre alt, als er am 27. August 1955 und damit dem ersten Spieltag der anstehenden Saison gegen Borussia Mönchengladbach sein Oberligadebüt gab. Die Duisburger gerieten mit 1:2 in Rückstand, doch der Debütant konnte durch zwei Treffer in der Schlussphase den Spielstand zugunsten seiner Mannschaft drehen. Im weiteren Saisonverlauf wurde er zumeist aufgeboten, erzielte vier weitere Treffer in insgesamt 23 Rundeneinsätzen und belegte mit seinen Mitspielern – unter anderem Rolf Benning, Josef Broden, Willi Koll, Hans Lohmann – unter Trainer Fred Harthaus den vierten Tabellenplatz.
In der Saison 1956/57 konnte der DSV sich noch steigern und gewann die ersten sieben Partien, ehe ein Unentschieden gegen den Stadtrivalen Meidericher SV sowie eine Niederlage gegen den 1. FC Köln folgten. Bis in die Rückrunde hinein stand die Mannschaft in deren Reihen Münnix in 25 Ligaeinsätzen vier Tore erzielte, an der Tabellenspitze und belegte letztlich hinter Borussia Dortmund den zweiten Tabellenrang, welcher zur Teilnahme an der bundesdeutschen Meisterschaftsendrunde berechtigte. Münnix wirkte an allen drei Vorrundenbegegnungen im Juni 1957 mit, trat allerdings nicht als Torschütze in Erscheinung. Nach einem Unentschieden gegen den Hamburger SV und einen Sieg gegen den 1. FC Saarbrücken kam es gegen den 1. FC Nürnberg zum für den Finaleinzug entscheidenden Spiel. In dieser Begegnung knickte Münnix unglücklich um und brach sich das Wadenbein. Weil damals noch nicht ausgewechselt werden durfte, musste der Spielverein die Begegnung in Unterzahl zu Ende bringen und gab eine zeitweilige Führung aus der Hand, womit der Finaleinzug verpasst wurde. Nach seiner Verletzung stand der Stürmer zur Spielzeit 1957/58 wieder im Kader, schaffte aber nicht die Rückkehr in die Stammelf. 1958 verließ er den Verein nach drei Jahren mit 52 Oberligaeinsätzen und 10 erzielten Treffern und wechselte zu seinem früheren Klub Homberger SV in die drittklassige Verbandsliga Niederrhein.